# Sfida d'onore
Sfida d'onore (By the Sword) è un film statunitense del 1991 diretto da Jeremy Paul Kagan.

## Trama
Max Suba, trova un lavoro in un'accademia di scherma, e mentre impara il modo in cui gli studenti, la scuola e il suo maestro ex campione di scherma Alexander Villard, imparano che c'è di più in di quanto sembri. Acquisisce le sue capacità di scherma e la sua filosofia di insegnamento si scontra quella di Alexander. 